# Etilmon Stark
Etilmon Justus Stark (né en mai 1867 à Gosport, dans l’Indiana – mort le 1er janvier 1962 à Maplewood, dans l’État du Missouri) est un compositeur de ragtime.

## Biographie
Sa famille s’installe à Sedalia en 1885. Son père, qui avait été fermier et vendeur de crèmes glacées, ouvre un magasin de musique, John Stark and Son. Il fait fortune en publiant Maple Leaf Rag de Scott Joplin. Tous ses enfants font de la musique mais seul Etilmon, son fils aîné, connaîtra le succès.
Etilmon Stark devient instructeur musical, d’abord à la Marmaduke Military Academy à Sweet Springs. Quand l’académie est détruite par un incendie en 1896, Stark s’installe à la Wentworth Military Academy à Lexington. Il crée la première fanfare de Wentworth, dont il sera le chef d’orchestre de 1896 à 1905, époque où il compose The W.M.A. Cadets’ March et ses premiers ragtimes, parmi lesquels Kyrene et Trombone Johnsen. Il se produisait parfois sous le pseudonyme de Bud Manchester.

## Compositions
- The W.M.A. Cadets’ March (1898)
- Trombone Johnsen (1902)
- Kyrene (1903)
- The Black Cat Rag (1905)
- Brainstorm Rag (sous le nom de Bud Manchester) (1907)
- Twilight (1907)
- Clover Blossoms Rag (1912)
- Billiken Rag (1913)
- La Mode (1913)
- Chicken Tango (1914)
- Gum Shoe Fox Trot (1917)
- Clover Blossoms Rag (sous le nom de Bud Manchester)
- Valse Pensive